# Transall C-160
Transall C-160 (pogosto C.160 ali pa Transall) je vojaško dvomotorno turbopropelersko transportno letalo. Razvil ga je Transall - konzorcij francoskih in nemških izdelovalcev letal. Poleg francoskih in nemških sil so ga prodali tudi v Turčijo in Južno Afriko. C-160 bo nadomestil precej večji Airbus A400M. Poleg transporta se uporablja tudi kot zračni tanker, SIGINT izvidništvo in kot komunikacijska platforma. 
C-160 je prvič poletel leta 1963 in je v uporabi že več kot 50 let. Nadomestil je batna letala kot so Nord Noratlas. V projektu je sodelovala tudi Italija, ki se je potem ločila in razvila manjšega Fiat G.222.
Konzorcij  "Transporter-Allianz" ali Transall so ustanovili januarja 1959 s francoskim podjetjem Nord Aviation in nemškimi Weser Flugzeugbau (ki je postal Vereinigte Flugtechnische Werke (VFW) leta 1964) in Hamburger Flugzeugbau (HFB). Novo letalo naj bi imelo kapaciteto 16 ton in  dolet 1700 km  ali pa 8 ton z doletom 4500 km. Imeli bi možnost operiranja s slabo pripravljenih stez.
Shema

## Tehnične specifikacije
- Posadka: 2 pilota in inženir
- Kapaciteta: 93 vojakov ali 61-88 padalcev ali 62 nosil
- Tovor: 16 000 kg (35 275 lb)
- Dolžina: 32,40 m (106 ft 3½ in)
- Razpon kril: 40,00 m (131 ft 3 in)
- Višina: 11,65 m (38 ft 2¾ in)
- Površina kril: 160,0 m² (1 722 ft²)
- Prazna teža: 29 000 kg (63 935 lb)
- Maks. vzletna teža: 51 000 kg (112 435 lb)
- Motorji: 2 × Rolls-Royce Tyne Rty.20 Mk 22 turbopropa, 4 549 kW (6 100 KM) vsak

- Neprekoračljiva hitrost: 593 km/h (320 vozlov, 368 mph)
- Maks. hitrost: 513 km/h (277 vozlov, 319 mph) na višini 4 875 m (16 000 ft)
- Hitrost izgube vzgona: 177 km/h (95 vozlov, 110 mph) za zakrilci
- Dolet: 1 853 km (1 000 nmi, 1 151 mi) z 16 000 kg tovorom in 30 min rezervo
- Največji dolet (prazen): 8 858 km (4 780 nmi, 5 504 mi)
- Višina leta (servisna): 8 230 m (27 000 ft)
- Hitrost vzpenjanja: 6,6 m/s (1 300 ft/min)
- Obremenitev kril: 319 kg/m² (65,3 lb/ft²)
- Razmerje moč/teža: 0,18 kW/kg (0,11 KM/lb)